# Arktisk rostmossa
Arktisk rostmossa (Marsupella arctica) är en levermossart som först beskrevs av Sven Berggren och som fick sitt nu gällande namn av Niels Bryhn och Baard Kaalaas.
Arktisk rostmossa ingår i släktet rostmossor och familjen Gymnomitriaceae. Enligt den svenska rödlistan är arten akut hotad i Sverige. Arten förekommer i Övre Norrland. Artens livsmiljö är fjäll.